# Théâtre D'opéra Spatial
Théâtre D'opéra Spatial (franska för "rymdoperateater") är ett konstverk skapat av den generativa artificiella intelligensplattformen Midjourney, med hjälp av instruktioner av Jason Michael Allen. Bilden vann den 5 september 2022 Colorado State Fairs årliga konsttävling i kategorin manipulerade bilder, och blev en av de första AI-genererade bilderna som vann ett sådant pris.
Allen använde enligt honom själv minst 624 instruktioner för att få Midjourney att skapa bilden, som han sedan manipulerade med Adobe Photoshop och förstorade med AI-verktyget Gigapixel.
De två domarna för kategorin sa senare att de inte visste att Midjourney använde artificiell intelligens för att generera bilder, men att de ändå skulle ha tilldelat Allen det högsta priset. Vissa artister anklagade Allen för att ha fuskat. Allen menar att han vann och inte bröt mot några regler, och har vägrat att be om ursäkt.

## Upphovsrättsfrågor
I september 2023 kom United States Copyright Offices granskningsnämnd fram till att Théâtre D'Opéra Spatial inte var berättigat till upphovsrättsskydd eftersom reglerna utesluter verk som inte producerats av människor. Detta beslut går i linje med den tidigare vägledning som byrån gett angående AI.
Vissa juridiska skribenter har stött Allen och hävdar att upphovsrättsskyddsbyrån saknar ett tekniskt neutralt förhållningssätt, det vill säga att det förekommer en form av "teknisk diskriminering" mellan olika medier.

## Galleri

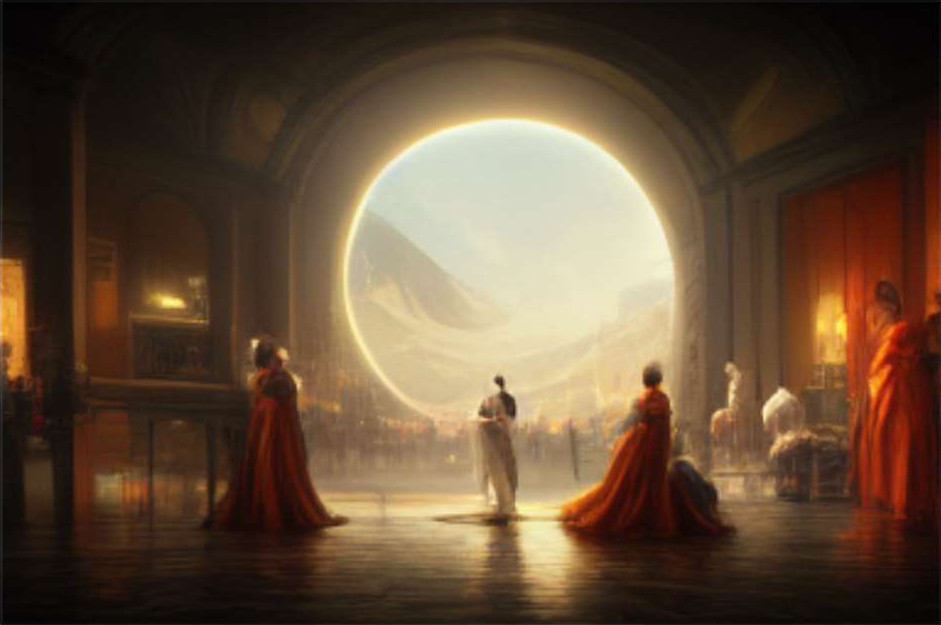
En tidigare, mindre detaljerad version av verket
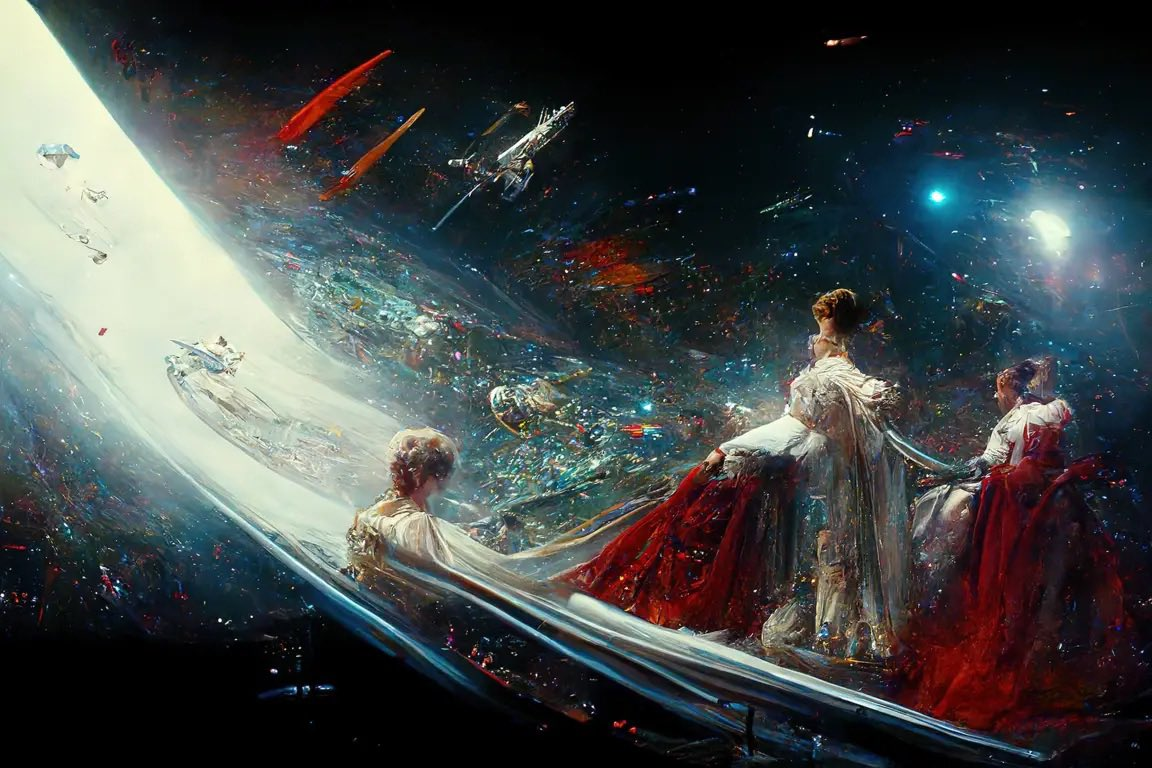
Ett av Allens två andra bidrag i tävlingen, också skapat med Midjourney
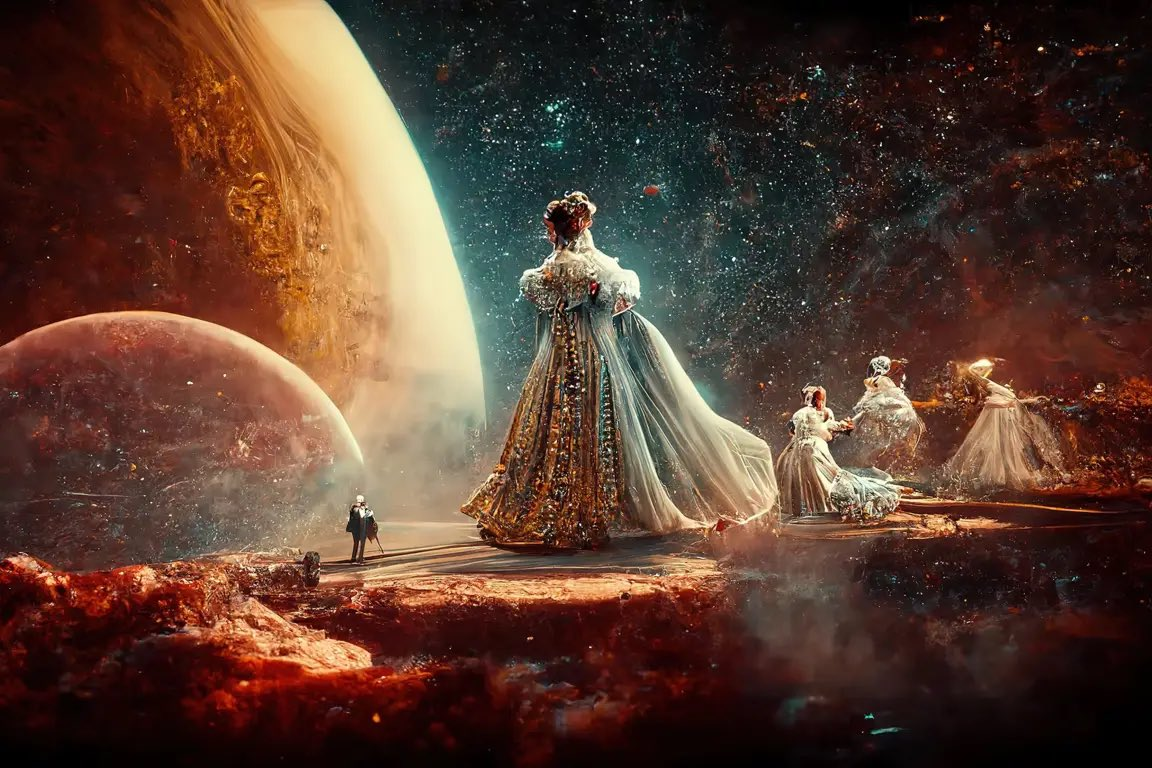
Ett av Allens två andra bidrag i tävlingen, också skapat med Midjourney